# Portail des données ouvertes de l'Union européenne
Le portail des données ouvertes de l’UE constitue le point d'accès aux données publiées par les institutions, agences et autres organes de l’UE. Ces informations peuvent être utilisées et réutilisées à des fins commerciales ou non commerciales. 
Le portail est un instrument essentiel de la stratégie de l’UE en matière de libre accès aux données. L'accès simple et gratuit à ces données permet de les utiliser de manière innovante et de mieux exploiter leur potentiel économique. L'objectif du portail est également de renforcer la transparence et la responsabilité des institutions et organes de l'UE. 

## Base juridique et lancement du portail
Lancé en décembre 2012, le portail a été officiellement établi par la décision 2011/833/UE de la Commission du 12 décembre 2011 relative à la réutilisation des documents de la Commission et à leur accessibilité.  
En vertu de cette décision, toutes les institutions de l’UE sont invitées à publier des informations, telles que les données ouvertes, et à les rendre accessibles au public dans toute la mesure du possible. 
La gestion opérationnelle du portail incombe à l’Office des publications de l’Union européenne, tandis que la mise en œuvre de la politique de l’UE en matière de données ouvertes relève de la direction générale « Réseaux de communication, contenu et technologies » (DG CNECT) de la Commission européenne.

## Fonctionnalités
Le portail permet aux utilisateurs de rechercher, de consulter, de lier, de télécharger et de réutiliser facilement des données à des fins commerciales ou non commerciales, grâce à un catalogue de métadonnées communes. À partir du portail, les utilisateurs peuvent accéder aux données publiées sur les sites web des institutions, agences et autres organes de l’UE.    
Les technologies sémantiques offrent de nouvelles fonctionnalités. Le catalogue de métadonnées peut être consulté au moyen d’un moteur de recherche interactif (onglet « Données ») ou interrogé par des requêtes SPARQL (onglet « Données liées »). 
Les utilisateurs peuvent proposer des données qu’ils estiment manquer sur le portail et donner leur avis sur la qualité des données accessibles.
L’interface existe dans les 24 langues officielles de l’UE, mais la plupart des métadonnées ne sont actuellement disponibles que dans un nombre limité de langues (anglais, français et allemand). Certaines métadonnées (noms des fournisseurs de données et couverture géographique, par exemple) sont disponibles dans 24 langues.

## Conditions d'utilisation
La plupart des données accessibles au moyen du portail des données ouvertes de l’UE sont couvertes par l’avis juridique du site web Europa. D’une manière générale, les données peuvent être utilisées gratuitement à des fins commerciales ou non commerciales, moyennant mention de la source. Des conditions spécifiques de réutilisation s'appliquent à un petit nombre des données: elles ont principalement trait à la protection de la vie privée et aux droits de propriété intellectuelle. Un lien vers ces conditions est disponible pour chaque jeu de données.  

## Données disponibles
Le portail contient un très large éventail de données ouvertes à forte valeur ajoutée couvrant divers domaines d’action de l’UE — comme l’économie, l’emploi, les sciences, l’environnement et l’éducation —, dont l’importance a récemment été confirmée dans la charte du G8 sur les données ouvertes.  
Jusqu'à présent, quelque 70 institutions, organes ou services de l'UE (Eurostat, l’Agence européenne pour l’environnement, le Centre commun de recherche et d’autres directions générales de la Commission européenne et agences de l’UE, par exemple) ont ouvert l'accès à des jeux de données (plus de 13 000 au total).
Le portail contient aussi une galerie d’applications et un catalogue de visualisations (lancé en mars 2018). La galerie d’applications propose aux utilisateurs des applications qui utilisent des données de l’UE et ont été élaborées par des institutions, des agences ou d’autres organes de l’UE ou par des tiers. Les applications sont présentées aussi bien pour leur valeur informative que pour illustrer ce qu'il est possible de faire au moyen des données. 
Le catalogue de visualisations offre un ensemble d’outils de visualisation, des formations et des visualisations réutilisables pour tous les utilisateurs, quel que soit leur niveau d’expertise en matière de visualisation de données, du débutant à l’expert.

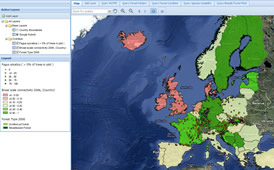
L'atlas interactif (Map Viewer) de l'EFDAC est une application web de cartographie personnalisée qui permet de visualiser, de parcourir et d'interroger les cartes et les jeux de données géographiques dérivées élaborées par l'équipe EFDAC du Centre commun de recherche.

## Architecture du portail
Le portail s'appuie sur des solutions ouvertes telles que le système de gestion de contenus Drupal et le logiciel de catalogage de données CKAN, mis au point par l’Open Knowledge Foundation. Il utilise Virtuoso comme base de données RDF et dispose d'un point de terminaison SPARQL. 
Son catalogue de métadonnées applique des normes internationales telles que Dublin Core, le vocabulaire de catalogage de données DCAT-AP et l’Asset Description Metadata Schema (ADMS).

## Compléments